# Gestaltterapi
Gestaltterapi är en existentiell, alternativ psykoterapiform utvecklad av Fritz Perls, Laura Perls och Paul Goodman på 1950-talet. "Gestalt" betyder meningsfull helhet, och gestaltterapin bygger på en humanistisk och holistisk människosyn. Människan ses som en helhet där kropp, själ, tankar och känslor inte kan separeras från varandra utan snarare utgör olika dimensioner av den mänskliga upplevelsen. Gestaltterapin är relationell, det vill säga den utgår från att människan blir till i relation och därför bara kan förstås mot bakgrund av sina relationer och sitt sammanhang (fältet). Utgångspunkten för terapin är att det är relationen och det meningsskapande mötet med terapeuten som helar.

## Hur terapin går till
I gestaltterapin är dialog och kontakt - både med sig själv och med omgivningen - centrala teman, och metodiken är till stora delar upplevelsebaserad. Det genuina mötet här och nu utgör grunden för terapin vilket kräver att terapeuten är närvarande både som yrkesperson och medmänniska. I terapin undersöker klienten och terapeuten tillsammans det som på olika sätt visar sig i mötet och vad det betyder för klienten. Eftersom det som visar sig uppstår i själva mötet måste terapeuten vara uppmärksam på och ta hänsyn till sitt eget bidrag i den processen.
Fokus i terapin ligger på att uppmärksamma klienten på vilka omedvetna behov, föreställningar och upplevelser som påverkar kontakten här och nu. I terapin kan man få hjälp med att undersöka och avsluta gamla händelser vilket gör det möjligt att bli mer närvarande i det som faktiskt är. Genom att bli medveten om vilka tolkningar, förhållningssätt och strategier som ligger till grund för ens agerande öppnas möjligheten att pröva nya vägar. När man inte längre går på autopilot (det vill säga styrs av det som var då, istället för av det som är här och nu) ökar förmågan att vara i kontakt med omgivningen och att samspela mer konstruktivt med den.
Rent konkret arbetar terapeuten bland annat med utforskande samtal, bild, rollspel, medvetenhets- och närvaroövningar, kroppsmedvetenhet och guidade meditationer. Mindfulness eller medveten närvaro, som idag ofta beskrivs som något nytt inom psykoterapin, har varit en integrerad del av gestaltterapin ända sedan starten på 1950-talet. Inom gestaltterapin kallas den väl utvecklade medvetenheten i nuet för awareness, och den är själva målet för det gestaltterapeutiska arbetet.

## Teoretisk grund
Gestaltterapin tillhör den humanistiska psykoterapin som utvecklades i USA under 1950-talet och blev "den tredje vägen", ett alternativ till psykoanalysen och beteendeterapin. Gestaltterapins rötter finns främst i gestaltpsykologin, psykoanalysen, existentialismen, Kurt Lewins fältteori, Bubers dialogfilosofi och fenomenologin, samt i zen-buddhismen och holismen.
Gestaltterapin har beröringspunkter med ett flertal andra terapiformer, bland annat den psykodynamiska terapin, kognitiv psykoterapi och olika kroppsterapimetoder som till exempel "Somatic Experiencing".

## Kritiken mot och utvecklingen av gestaltterapin
Gestaltterapin introducerades i Sverige under 1970-talet som en tämligen konfrontativ terapiform. Vid denna tidpunkt betonades ofta det egna ansvaret in absurdum, utan hänsyn till individens mognadsgrad och kapacitet, vilket ledde till att gestaltterapin fick ett (då) inte helt oförtjänt dåligt rykte. Denna konfrontativa inriktning, idag kallad "västkustskolan", representerades främst av Fritz Perls som var verksam på USA:s västkust under 1970-talet. Gestaltterapin ansågs egoistisk på grund av den så kallade gestaltbönen som betonade att man enbart kommit till världen för sin egen skull och inte för andras.
Gestaltterapin har sedan dess genomgått en stor utveckling och gestaltterapin i Sverige ansluter sig idag till den betydligt mer nyanserade och följsamma inriktningen "östkustskolan" som kom att utvecklas av Laura Perls, delvis som en reaktion på Fritz Perls konfrontativa stil. Inom östkustskolan tas stor hänsyn till klientens förmåga och här betraktas till exempel motstånd mot kontakt som en viktig del av det psykologiska självstödet, nödvändigt just nu för att kunna klara av det som är – resistance is assistance. Genom att undersöka motståndet (istället för att bryta ner det) kan det bli meningsfullt och förståeligt och därigenom också möjligt att förhålla sig till och smälta.
I Sverige användes en kombination av gestaltterapi och transaktionsanalys i den narkomanvård som utfördes av Vallmotorpstiftelsen.

## Gestaltterapin i Europa och Sverige
Gestaltterapin är en av de största terapiformerna i Europa, och den europeiska organisationen European Association for Gestalt Therapy (EAGT) ingår i European Association for Psychotherapy (EAP). Gestaltterapeututbildningen är inte legitimationsgrundande i Sverige.
Gestaltterapeuter utbildade vid ett EAGT-ackrediterat institut och verksamma i Sverige kan bli medlemmar i yrkesföreningen Sveriges Auktoriserade Gestaltterapeuter (SAG). De kan också bli individuellt ackrediterade av EAGT.
I Sverige utbildas diplomerade gestaltterapeuter och diplomerade organisationskonsulter av Gestaltakademin i Skandinavien. Gestaltakademin är den största utbildaren inom gestalt utanför USA. Stiftelsen Gestaltakademin i Skandinavien grundades 1976 av Lars Norberg, Barbro Curman, Janis Missios och Ulla Westling.